# Bomarea shuttleworthii
Bomarea shuttleworthii är en alströmeriaväxtart som beskrevs av Maxwell Tylden Masters. Bomarea shuttleworthii ingår i släktet Bomarea och familjen alströmeriaväxter. Inga underarter finns listade i Catalogue of Life.